# Робин Маккинли
Робин Маккинли (на английски: Robin McKinley) е американска писателка на бестселъри в жанра фентъзи и детска литература.

## Биография и творчество
Дженифър Каролин Робин Маккинли е родена на 16 ноември 1952 г. в Уорън, Охайо, САЩ, в семейството на Уилям Маккинли, работещ във Военноморския и търговския флот, и Джейн Каролин, учителка. Поради професията на бащи си отраства в Калифорния, Ню Йорк, Япония, и Мейн. Завършва гимназия „Гулд Академи“ в Бетъл, Мейн.
Учи в колежа „Дикинсън“ в Карлайл, Пенсилвания, в периода 1970 – 1972 г., където получава полувисше образование. Работи в периода 1972 – 1973 г. във фирмата „Ward & Paul“ във Вашингтон като редактор и преводач. Продължава да учи в колежа „А до Я“ в Брунсуик, Мейн, и завършва с отличие с бакалавърска степен през 1975 г.
След дипломирането си работи в периода 1976 – 1977 г. като научен сътрудник в „Research Associates“ в Брунсуик, и през 1978 г. като служител в книжарница. През това време пише първото си произведение.
Книгата ѝ „Beauty: A Re-telling of the Story of Beauty and the Beast“ (Красавицата: Преразказана история за Красавицата и Звяра) е публикувана през 1978 г. Тя е обявена от Американската асоциация на библиотекарите за препоръчана детска книга, което я прави известна.
Продължава да работи в периода 1978 – 1979 г. като учител и съветник в частна гимназия в Натик, Масачузетс; като редакционен асистент във фирма в Бостън в периода 1979 – 1981 г.; като мениджър във ферма за коне в Холистън, Масачузетс, в периода 1981 – 1982 г., като служител на издателска къща в Ню Йорк през 1983 г. През това време пише поредицата си „Дамар“.
От 1983 г. до 1991 г. преминава на свободна практика като копирайтър и онлайн редактор. Първият ѝ роман „The Outlaws of Sherwood“ е публикуван през 1988 г.
На 3 януари 1992 г. се омъжва за писателя Питър Дикинсън.
През 2003 г. фентъзи романа ѝ с вампирска тематика е удостоен с награда за митопоетично фентъзи.
Повечето от героите от романите на писателката са млади жени, които преминават през изпитания и трудности, за да открият истинското мъжество, като всички се характеризират с високи морални качества.
Робин Маккинли живее със семейството си в Хемпшър, Англия.

## Произведения

### Самостоятелни романи
- The Outlaws of Sherwood (1988)
- Rowan (1992)
- Deerskin (1993)
- The Stone Fey (1998)
- Sunshine (2003)
Съншайн, изд.: ИК „Изток-Запад“, София (2007), прев. Ирена Петрова
- Dragonhaven (2007)
- Chalice (2008)
- Shadows (2013)

### Серия „Народни приказки“ (Folktales)
1. Beauty: A Re-telling of the Story of Beauty and the Beast (1978)
2. Rose Daughter (1997)
3. Spindle's End (2000)

### Серия „Дамар“ (Damar)
1. The Door in the Hedge (1981)
2. The Blue Sword (1982)
3. The Hero and the Crown (1984) – награда „Нюбъри“ за най-добър роман

### Серия „Пегас“ (Pegasus)
1. Pegasus (2010)

### Сборници
- A Knot in the Grain: And Other Stories (1994)
- Water: Tales of Elemental Spirits (2002) – с Питър Дикинсън
- Fire: Tales of Elemental Spirits (2009) – с Питър Дикинсън
- The Door in the Hedge: and Other Stories (2014)

### Разкази
- The Stone Fey (1985)